# Karbener SV
Der Karbener SV (offiziell: KSV Karbener Sportverein 1890 e. V.) ist ein in Klein-Karben im Wetteraukreis ansässiger deutscher Sportverein. Zuvor hieß er KSV Klein-Karben 1890 e. V., ehe er 2016 umbenannt wurde.
Der Verein ist ein Mehrspartenverein mit neun Abteilungen: Fitness + Gesundheit, Jugendfußball, Modellsport, Skat, Tanzen, Tennis, Tischtennis, Turnen sowie Volleyball.

## Geschichte

### Vereinsgeschichte von 1890 bis 1945
Bis heute ist ungeklärt, wie es zum Vereinszusatz, 1890 kam. Als erster Sportverein der damaligen Gemeinde Klein-Karben wurde im Jahre 1892 der Turnverein 1892 Klein-Karben gegründet. Dieser Verein wurde 1945 bei der Ausarbeitung der Vereins-Satzung des KSV Klein-Karben 1890 e. V. als dessen Traditionsverein bestimmt und anerkannt.
Als zweiter Sportverein in Klein-Karben wurde 1898 der Turnverein Vorwärts 1898 gegründet. Ob eine offizielle Fusion beider Vereine stattgefunden hat, lässt sich nicht genau ergründen. Zumindest war in der Folgezeit nur noch vom Turnverein Vorwärts 1898 die Rede.
1907 entstand aus den Reihen des Turnvereins Vorwärts 1898 ein zweiter Verein, die Freie Turnerschaft Klein-Karben.
Nach Beendigung des Ersten Weltkrieges wurde landesweit der Fußballsport sehr populär, so dass der Turnverein Vorwärts im Jahre 1920 eine Fußballabteilung gründete. Die Abteilung war jedoch bei den übrigen Vereins- und Vorstandsmitglieder nicht sehr beliebt, was in der sportlichen Spaltung des Turnvereins endete. Der Turnverein Vorwärts führte das Turnen weiter und die Fußballabteilung gründete 1924 den 1. Fußballclub 1924 Klein-Karben. 1920 gründete sich in Klein-Karben auch eine Ortsgruppe des Radfahrerbundes Solidarität. Diese pflegte in erster Linie den Radsport, speziell das Kunstradfahren und den Rollschuhsport.
Mit der sogenannten Machtergreifung der Nationalsozialisten im Jahre 1933 kam es zu einem Verbot der Freien Turnerschaft und des Radfahrerbundes Solidarität. Viele Mitglieder dieser Vereine traten deshalb dem Turnverein Vorwärts oder dem Fußballclub 1924 bei.
Während des Zweiten Weltkrieges kam die sportliche Betätigung und die Vereinsarbeit beider Sportvereine vollkommen zum Erliegen.

### Gründung des Kultur- und Sportvereins Klein-Karben im Jahre 1945
Am 15. September erteilte die US-Militärregierung ihre Erlaubnis zur Gründung des KSV. Sie untersagte aber zunächst das Turnen im Verein. Man befürchtete, dass dieser Sport wieder nationalsozialistische Strömungen zum Tragen bringe und erneut die körperliche Ertüchtigung zu militärischen Zwecken gefördert würde. Es dauerte fast ein Jahr, bis Turnen als weitere Sportart im KSV erlaubt wurde. Somit beschränkte sich das Vereinsprogramm zunächst auf den Chorgesang und Fußball. Ein erneut gegründeter Ortsverband des Arbeiter-Rad- und Kraftfahrverbund Solidarität war bis zur Trennung 1963 ebenfalls Teil und Abteilung des KSV.
Nachdem im Jahre 1946 die Turnabteilung gegründet war, wurde im Mai 1962 eine Tischtennisabteilung gegründet. 1969 folgte die Schachabteilung. Am 18. Juni 1972 wurde die Tennisabteilung gegründet. Im Februar 1973 gründete sich die Tanzsportabteilung und am 4. Juni 1974 die Modellbauabteilung. Im Januar 1983 folgte eine Musikabteilung, die heute aber nicht mehr existiert. 1988 wurde die Skatabteilung gegründet.

### Entwicklung des KSV Klein-Karben zum Großverein
In den Jahren 1953/54 kam es zum Bau eines Umkleidehauses neben dem Fußballplatz. Anfang der 1970er Jahre wurde dort zusätzlich eine Flutlichtanlage installiert.
1974 baute der Verein die ersten vier Tennisplätze und eine Leichtathletikanlage. Außerdem errichtete ein Privatmann eine Tennishalle auf dem Vereinsgelände. Diese kaufte der Verein 1983 nach dessen Tod.
Das neue Vereinsheim wurde 1976 fertiggestellt.
1986 erhielt der KSV für besondere Leistungen in der Vereinsarbeit den vom Landessportbund Hessen jährlich verliehenen Heinz Lindner-Preis.

## Fußball
Der KSV Klein-Karben meldet ab der Saison 2015/16 keine Seniorenfußballmannschaften mehr. Zuletzt spielte man in der Gruppenliga Frankfurt am Main West und war bis 2010 dienstältester Verein der Oberliga Hessen, der späteren Hessenliga.
Die ehemalige Seniorenfußballabteilung gründete sich zur Saison 2015/16 unter dem Namen FC Karben neu.
Die Jugendfußballer mit ihren rund 250 bis 300 Spielern (Stand 2019) verblieben beim Karbener SV. Dort wird von Hessenliga bis Kreisklasse sowohl leistungsorientierter Fußball als auch Breitensport angeboten.

### Geschichte

#### Fußballgeschehen in Klein-Karben bis 1945
In sogenannten Wilden Vereinen verabredeten sich Freizeitfußballer ab 1918 unregelmäßig. Zwar konnte man noch nicht von einem organisierten Spielbetrieb sprechen, Fußballsport wurde jedoch ab den Jahren 1919 bis 1920 bereits in zwei Vereinen betrieben, dem Turnverein Vorwärts und der proletarischen Freien Turnerschaft.
1924 trennte sich die Fußballabteilung des Turnvereins Vorwärts vom Verein und gründete den 1. Fußballclub 1924 Klein-Karben.
Ab ungefähr 1926 wurde ein Spielbetrieb mit durchschnittlich fünf bis sechs Mannschaften aus der Region durchgeführt. 1933 kam es zum Zusammenschluss beider Fußballvereine, man spielte bis zum Kriegsbeginn in der A-Klasse.
Mit Ausbruch des Krieges 1939 musste der Spielbetrieb in Ermangelung von Sportlern eingestellt werden.

#### Fußball im KSV Klein-Karben ab 1945
Nach der Gründung des KSV wurde der Spielbetrieb wieder aufgenommen. Zunächst spielte man in der Kreisklasse Friedberg, Gruppe Süd, wo man in der Verbandsrunde 1945/46 den 2. Tabellenplatz belegte und den Aufstieg in die Bezirksliga Friedberg erreichte.
In der folgenden Saison wurde die Verbandsrunde der Bezirksliga zum Zwecke der Neueinteilung vorzeitig abgebrochen. Zu diesem Zeitpunkt führte die Mannschaft des KSV die Tabelle an. Um den Meister der Bezirksliga Friedberg für die Aufstiegsspiele zur Landesliga zu melden, spielten diese drei in der Meisterschaft führenden Mannschaften eine einfache Rund im KO-System aus. Der KSV sicherte sich letztlich vor 6000 Zuschauern im Bad Nauheimer Waldstadion mit einem 2:1-Sieg gegen Rodheim die erste Meisterschaft in der Bezirksliga Friedberg. Die Mannschaft schaffte auch in den folgenden Qualifikationsspielen den Aufstieg.
In der Saison 1946/47 spielte der KSV in der Landesliga, Gruppe Ost und wurde nach Beendigung der Runde Tabellenvierter. Auch 1947 wurde – am Ende der Runde – eine Neueinteilung notwendig. Aus den besten fünf Landesligagruppen wurde die 1. Amateurliga gebildet. In jeder Gruppe waren vier Mannschaften aufstiegsberechtigt. Wegen des 4. Tabellenplatzes hätte der KSV also weiter in der höchsten hessischen Spielklasse spielen müssen. Dem Verein wurden jedoch zwei am grünen Tisch zugesprochene Punkte wieder aberkannt, wonach Germania Bieber mit dem KSV punktgleich wurde. Der vierte Aufsteiger musste somit durch ein Entscheidungsspiel ermittelt werden. Dieses verlor der KSV am Bornheimer Hang mit 2:1.
Ab der Saison 1947/48 spielte man somit in der ebenfalls neugebildeten 2. Amateurliga Frankfurt. Dort spielte der KSV in den Jahren 1947 bis 1956 in der Spitzengruppe. In der Saison 1950/51 gelang die Qualifikation für die Aufstiegsspiele in die 1. Amateurliga. Letztlich gelang der Aufstieg aber nicht. Ausschlaggebend war eine 1:0-Niederlage in Pfungstadt gegen Germania Wiesbaden. Im selben Jahr erreichte man auch das Halbfinale des Hessenpokals, welches man jedoch in Fulda gegen Germania Fulda mit 3:1 verlor.
In der Saison 1951/52 gelang es abermals, die Meisterschaft zu sichern. Die Mannschaft scheiterte in einem Aufstiegsspiel im Stadion am Brentanobad mit 2:0 an der SpVgg 05 Bad Homburg.
1956 musste die Mannschaft absteigen. Seitdem spielte man in der Kreisklasse A Friedberg. Die Mannschaft spielte regelmäßig in der Spitzengruppe. Im Spieljahr 1963/63 reichte es zum zweiten Platz.
In der Saison 1966/67 gelang am Ende der Saison die Meisterschaft in der A-Klasse und den Aufstieg in die Bezirksklasse.
Von 1970 bis 1975, nach drei Jahren in der Bezirksklasse, musste die erste Mannschaft des KSV wieder in der A-Klasse spielen.

#### Der Aufstieg der Fußballer
Im Jahre 1980 wurde Peter Rübenach neuer Trainer der ersten Mannschaft. Dieser spielte zunächst noch beim Zweitligisten FSV Frankfurt und fungierte dann als Spielertrainer.
In der ersten Saison unter Peter Rübenach gelang der Aufstieg in die Landesliga. Der Klassenerhalt wurde in der folgenden Saison 1981/82 nicht geschafft.
In der Saison 1983/84 gelang der ersten Mannschaft des KSV die erneute Meisterschaft in der Bezirksliga und der Aufstieg in die Landesliga Süd. 1984 entstand auf der Westseite des Rasenplatzes die heutige Tribüne mit ca. 250 Sitzplätzen.
Von 1988 bis 1990 war der ehemalige Nationalspieler Lothar Emmerich Trainer der ersten Mannschaft.
Niedergang und Ausgliederung des Seniorenfußballs
Anfang der 2010er-Jahre konnte man nicht mehr so viele Sponsoren wie zuvor akquirieren, was mit mehreren Abstiegen bis in die Kreisoberliga Friedberg im Jahr 2015 einherging. Die Seniorenfußballer verließen daraufhin im selben Jahr den Verein und unternahmen eine Neugründung als FC Karben. Dabei nahmen sie die Spielberechtigung für den Seniorenfußball mit. Die Jugendfußballer blieben dagegen im KSV, der seitdem im Fußball nur Jugendsport betreibt.

### Erfolge
- Aufstieg in die 2. Amateurliga Frankfurt (nach Neuordnung der Ligen): 1947
- Aufstieg in die Landesliga: 1980/81, 1982/83
- Meister der Landesliga Süd, Hessen: 1996/97
- Aufstieg in die Oberliga Hessen: 1996/97
- Meister der Oberliga Hessen: 1999/00 (Verzicht auf die Regionalliga Süd)
- Vize-Hessenpokalsieger: 2006/07 (0:3-Finalniederlage gegen Regionalligist SV Darmstadt 98)

### Platzierungen der letzten Jahre
| Saison  | Liga                               | Platz | Spiele | Tore  | Punkte |
| ------- | ---------------------------------- | ----- | ------ | ----- | ------ |
| 1999/00 | Oberliga Hessen                    | 01.   | 34     | 67:38 | 64     |
| 2000/01 | Oberliga Hessen                    | 08.   | 34     | 54:47 | 51     |
| 2001/02 | Oberliga Hessen                    | 05.   | 34     | 60:59 | 54     |
| 2002/03 | Oberliga Hessen                    | 10.   | 34     | 54:49 | 43     |
| 2003/04 | Oberliga Hessen                    | 12.   | 34     | 38:63 | 35     |
| 2004/05 | Oberliga Hessen                    | 06.   | 34     | 52:63 | 48     |
| 2005/06 | Oberliga Hessen                    | 08.   | 34     | 49:46 | 48     |
| 2006/07 | Oberliga Hessen                    | 04.   | 34     | 66:44 | 58     |
| 2007/08 | Oberliga Hessen                    | 12.   | 34     | 56:64 | 40     |
| 2008/09 | Hessenliga                         | 06.   | 36     | 66:60 | 51     |
| 2009/10 | Hessenliga                         | 16.   | 36     | 67:81 | 39     |
| 2010/11 | Verbandsliga Süd                   | 09.   | 36     | 43:49 | 50     |
| 2011/12 | Verbandsliga Süd                   | 03.   | 34     | 63:43 | 60     |
| 2012/13 | Verbandsliga Süd                   | 11.   | 34     | 56:53 | 48     |
| 2013/14 | Verbandsliga Süd                   | 18.   | 34     | 39:95 | 22     |
| 2014/15 | Gruppenliga Frankfurt am Main West | 15.   | 30     | 33:65 | 21     |
| 2015/16 | ab 2015 kein Seniorenfußball       |       |        |       |        |
| 2016/17 |                                    |       |        |       |        |
| 2017/18 |                                    |       |        |       |        |
| 2018/19 |                                    |       |        |       |        |

### Bekannte ehemalige Spieler
- Thomas Drescher: u. a. Spieler bei 1. FC Kaiserslautern, Wacker Burghausen, Eintracht Trier und 1. FC Eschborn
- Thorsten Flick, u. a. Spieler bei Eintracht Frankfurt, SSC Neapel, 1. FC Saarbrücken, Viktoria Aschaffenburg und SV Darmstadt 98
- Sead Mehić: u. a. Spieler bei Eintracht Frankfurt, FSV Frankfurt und Kickers Offenbach
- Thorsten Dauth: Torwart, u. a. Olympiateilnehmer im Zehnkampf
- Paul Nebel: u. a. Spieler beim 1. FSV Mainz 05
- Abdelhamid Sabiri, u. a. Spieler bei SC Paderborn 07, Huddersfield Town und 1. FC Nürnberg
- Pau Babot: u. a. Nationalspieler Andorras

### Bekannte ehemalige Trainer
- Alexander Conrad (u. a. Spieler bei Eintracht Frankfurt, Borussia Dortmund, Trainer von u. a. SV Waldhof Mannheim und Co-Trainer von u. a. Kickers Offenbach)
- Peter Rübenach (u. a. Spieler bei Kickers Offenbach, Bayer 04 Leverkusen und FSV Frankfurt)
- Nikolaus Semlitsch (u. a. Spieler bei Kickers Offenbach, 1. FC Saarbrücken und Trainer von u. a. Kickers Offenbach)

### Jugendarbeit
In der ausgegliederten Abteilung sind zahlreiche Jugendmannschaften aktiv, die in den höchsten Ligen des Bundeslandes zu finden sind. In der Region hat der Verein sich dafür einen Namen gemacht, dass er leistungsorientierten Jugendfußball mit familiärer Atmosphäre verbindet. Außerdem unterhielt die Abteilung bis 2018 eine Kooperation mit Kickers Offenbach.

## Sportstätten
Der Karbener SV verfügt auf seinem Vereinsgelände, dem Günter-Reutzel-Sportfeld, über ein eigenes Vereinsheim, eine Tennishalle, Sandplätze für den Tennissport und einen Rasenplatz und Kunstrasenplatz für den Fußball. Außerdem stehen den Turnern zwei Sporthallen zur Verfügung und die Modellsportler betreiben ein eigenes Fluggelände. Die Sportplätze sind im Eigentum der Stadt Karben, die Sporthallen gehören dem Wetteraukreis.